# Jeep Wrangler Ultimate
O Wrangler Ultimate é um protótipo de utilitário esportivo compacto apresentado pela Jeep na SEMA 2007.